# Zahradzie (przystanek kolejowy)
Zahradzie (biał. Заграддзе; ros. Загродье, ros. nazwa normatywna Заградье) – przystanek kolejowy w miejscowości Zahradzie, w rejonie słuckim, w obwodzie mińskim, na Białorusi. Położony jest na linii Osipowicze – Baranowicze.